# Australian Party
Die Australian Party war eine von 1930 bis 1931 existierende Partei, die vom ehemaligen Premierminister Australiens, Billy Hughes, 1930 nach dessen Ausschluss aus der Nationalist Party of Australia aus dem Vorjahr, gegründet wurde. In der einjährigen Bestehenszeit der Partei war Hughes stets Parteivorsitzender.
Im Jahr 1931 schloss sich Hughes der neu gegründeten United Australia Party des späteren Premiers Joseph Lyons an.

## Anmerkung
Die Australian Party steht in keinerlei Verbindung zu der in den 1960er Jahren gegründeten liberalen Australia Party.